# Ecliptopera capitata
Ecliptopera capitata es una especie de polilla de la familia Geometridae. La especie fue descrita por primera vez por Gottlieb August Wilhelm Herrich-Schäffer en 1938 con distribución en Eurasia. El sintipo de la especie fue descrita en Silesia. Tiene cierto parecido con la Ecliptopera silaceata.
El género se divide en dos subespecies: E. c. capitata y E. c. mariesii (en Japón).

## Descripción

### Polilla
Es una polilla delgada, de color gris parduzco pálido, con una envergadura de unos 23 a 26 milímetros (0,9 a 1 plg). Se reconoce por la amplia banda transversal del ala anterior, de ancho bastante uniforme, con una muesca triangular poco profunda en el lado interno y una mancha oscura en el borde externo del ala anterior. El color de la cabeza, el tórax y el abdomen es típico de la especie y varía del amarillo al marrón anaranjado con ocre pálido dorsalmente. Ambos sexos tienen antenas filamentosas. 

#### Alas

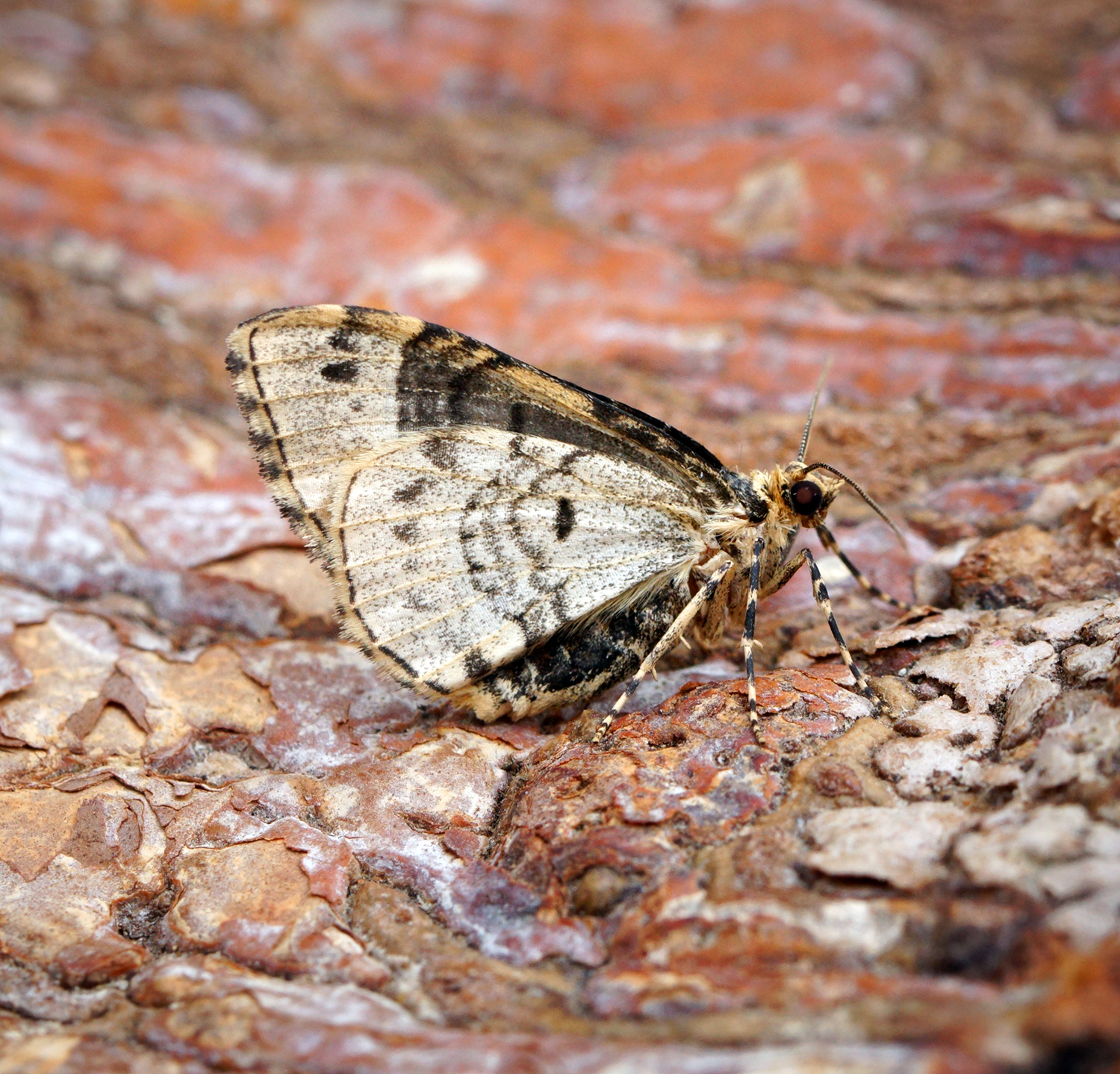
Espécimen en los pirineos.

Las alas anteriores muestran una alternancia de bandas de diferentes colores. Un patrón típico de alas consiste en la siguiente secuencia de colores: la región basal es de color gris oscuro a marrón negruzco y está bordeada por una estrecha banda clara, que a menudo contiene una fila de manchas oscuras en forma de flecha. En el centro del ala hay una amplia banda transversal gris. La amplia región discal es de color marrón negruzco, la región postdiscal es de color amarillento a marrón claro y tiene algunas manchas de flecha distintivas cerca del margen anterior.: Notas 1  La línea antemarginal cuenta con un número de dientes de sierra en sus figuras. Uno o dos puntos sobresalen hacia adentro de la región discal en el medio y a veces continúan como líneas de color naranja hasta el borde exterior. Debajo del ápice hay una mancha oscura en forma de media luna en el borde exterior. En el borde externo del ala hay una mancha oblonga y oscura.
El ala posterior es de color blanco grisáceo sedoso, más oscura en la esquina posterior, con bandas transversales grises indistintas.

### Pruga, pupa
Las orugas adultas son largas y muy delgadas y tienen un color básico amarillo verdoso a color rosa verdoso pálido. La línea dorsal está poco desarrollada y es de color verde oscuro, las líneas laterales delgadas son amarillentas. Son llamativos los esternones de color marrón rojizo.
La pupa es de color marrón amarillento y tiene una raya longitudinal de color marrón oscuro en la parte delantera y trasera.

### Cilco de vida
Las mariposas nocturnas vuelan principalmente en los meses de mayo a agosto en una generación. Ocasionalmente, aparecen ejemplares de una segunda generación rara en septiembre. Visitan fuentes de luz artificial, pero se asustan fácilmente durante el día y también pueden volar en tiempo nublado. Las larvas se alimentan únicamente del bálsamo del Himalaya (Impatiens noli-tangere), también conocido como "no me toques", por lo que la especie solo se encuentra donde crece esta planta. Pasa el invierno en estado de pupa.

### Especies similares
Tiene gran parecido con las polillas de la especie Ecliptopera silaceata, la cual cuenta con una envergadura mayor, entre de 24 a 30 milímetros. E. silaceata son en promedio más grandes que las Ecliptopera capitata y se diferencian en particular por una apariencia general grisácea más oscura en vez de amarillenta o anaranjada de las E. capitata. E. silaceata cuenta con algunas líneas blanquecinas en el campo discal, más manchas de dardos en la región postdiscal y por un color marrón de la cabeza, el tórax y el abdomen.

## Ecología

### Distribución
La E. capitata es una especie Euroasiática. El área de distribución cubre la mayor parte de Europa Central y Oriental y se extiende hacia el este a través de Rusia y Siberia hasta Japón y las Islas Kuriles y hacia el norte hasta el sur de Fenoscandia. En Francia, se limita a localidades del noreste, también se ha descrito en los Alpes, Pirineos, la Isla de Sajalín, la región del Río Amur y Ussuri. Sin embargo, está ausente en las Islas Británicas y Grecia. Es una especie de rara de distribución infrecuente en los Países Bajos, Estonia, Letonia, Lituania, Polonia, Alemania y Bélgica por lo que se considera en riesgo en esos países. En Dinamarca y  Noruega, por ejemplo, aún cuando la especie se encuentra en una amplia distribución, solo se encuentra en lugares muy puntuales con poca expansión. En la península ibérica solo se encuentra en el valle de Arán, Lérida.

### Hábitat
La especie prefiere zonas sombreadas, semisombreadas o húmedas en bosques caducifolios, de llanura aluvial y prados mixtos húmedos. Se ha descrito en sitios frescos y húmedos, al borde de arroyos, en claros del bosque sin alejarse mucho de la planta del que se alimenta.
Se ha encontrado a una altitud entre 700 a 1000 metros (2296,6 a 3280,8 pies) sobre el nivel del mar.